# Cristiano Banti

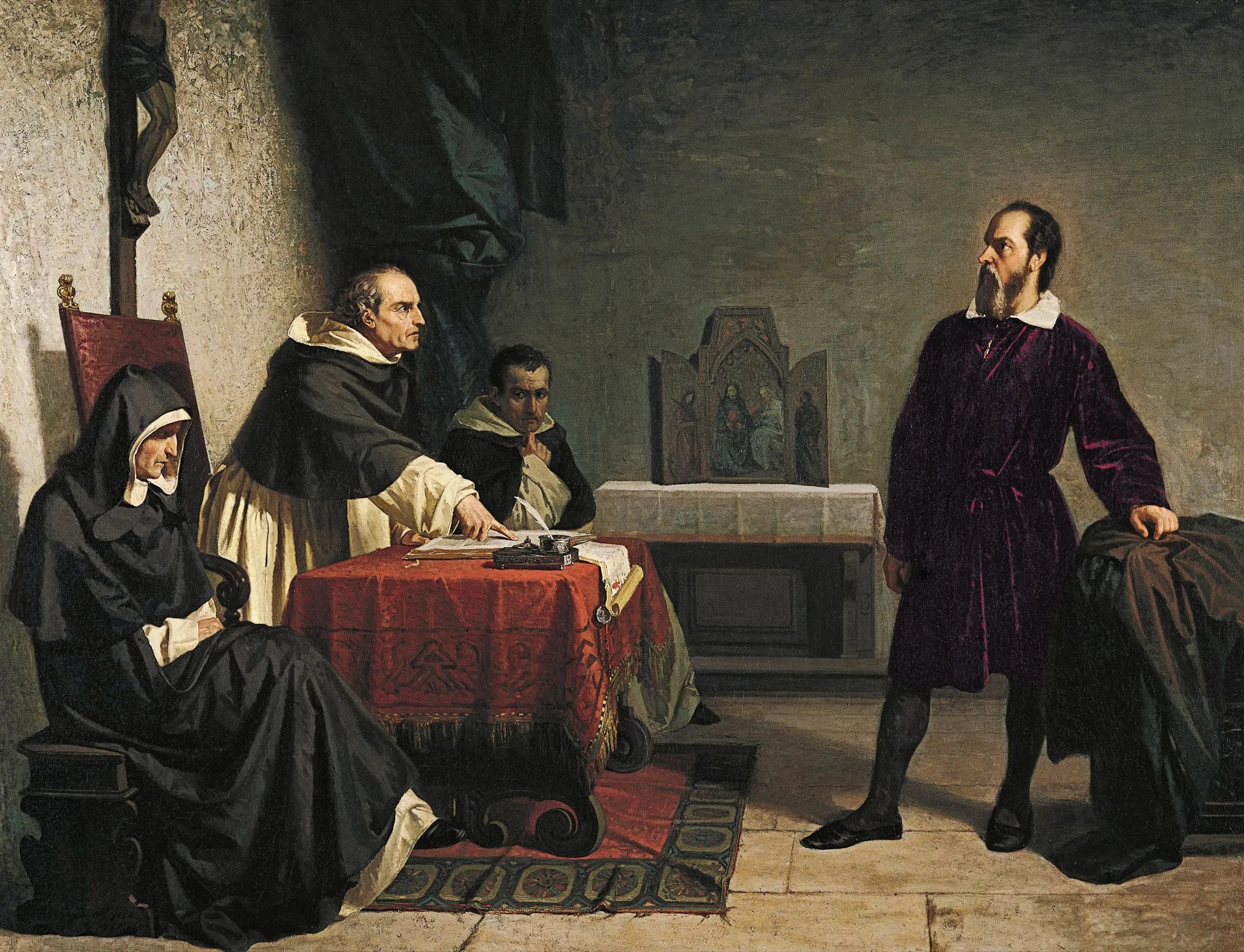
Cristiano Banti, Galileusz przed rzymską inkwizycją,1857.

Cristiano Banti (ur. 4 stycznia 1824 w Santa Croce sull’Arno, zm. 4 grudnia 1904 w Montemurlo) – włoski malarz tworzący głównie na terenie Toskanii.
Rozwijał swój talent w Sienie pod okiem Francesco Nenciego. Jedną z jego wczesnych prac ukazuje Galileusza  przed rzymską inkwizycją.
W późniejszej twórczości porzucił malarstwo historyczne, natomiast pojawiać zaczęły się realistyczne sceny rodzajowe i pejzaże.